# David Rosenfelt
David Rosenfelt – amerykański pisarz, autor powieści sensacyjnych.

## Powieści
- Nie mów nikomu, Wydawnictwo Sonia Draga (2010)
- Świadek na czterech łapach, Sonia Draga, (2012)